# 布雷扎布利克
布雷扎布利克，为冰岛科帕沃于尔的一个竞技运动俱乐部。其足球部现在参加冰島足球超級聯賽。

## 榮譽
- 冰島足球超級聯賽
  - 冠軍（3）：2010年, 2022, 2024年